# Hetajrowie

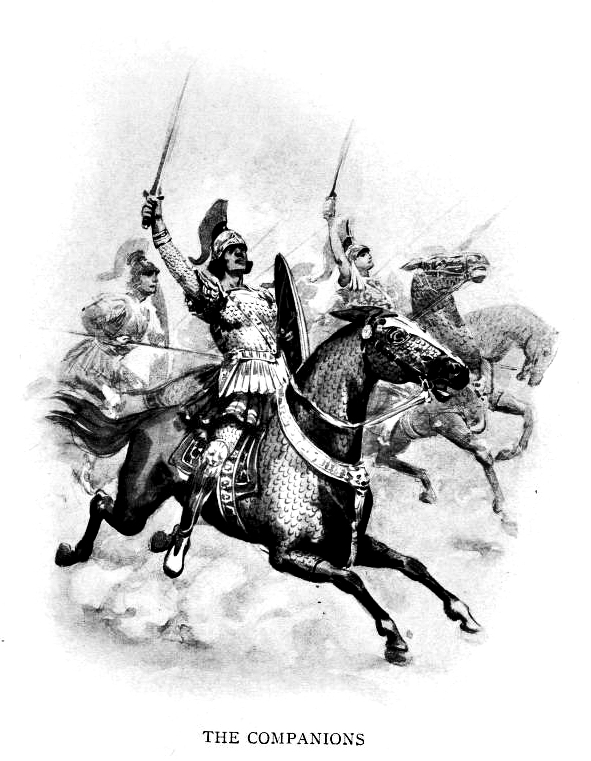
Tradycyjne lecz nierzeczywiste wyobrażenie hetajrów Aleksandra Wielkiego

Hetajrowie (stgr. ἑταῖροι hetaíroi – dosł. „towarzysze”) – ciężkozbrojna jazda macedońska rekrutująca się z przedstawicieli arystokracji, stanowiąca królewską kawalerię wyborową, dowodzoną w boju bezpośrednio przez monarchę. 

## Tło historyczne
Formacja ta zaczęła wyraźnie kształtować się z przedstawicieli dziedzicznej „arystokracji” (formalnie w Macedonii nieistniejącej) bądź feudalnych właścicieli ziemskich za panowania Filipa II, wtedy też uważana jest w Grecji za najlepszą kawalerię. W świecie helleńskim był to pierwszy przykład sformowania na stałe zorganizowanych jednolicie oddziałów ciężkiej jazdy oraz bitewnego wykorzystywania na większą skalę konnicy, spełniającej dotąd rolę pomocniczą. 
Wśród Greków przez wieki panowało przekonanie, iż piechota jest bronią skuteczniejszą od jazdy. Wynikało ono m.in. z fizycznego ukształtowania ziem greckich, których górzyste tereny oraz brak rozległych równin nie sprzyjały operacyjnemu i taktyczno-manewrowemu wykorzystaniu kawalerii. Dominacja preferowanej dotąd ciężkiej piechoty (hoplitów) była spowodowana nie tylko jej przewagą w zwartym szyku bitewnym nad słabą jazdą, lecz przyczyniał się do tego również znaczny koszt wyszkolenia i wyposażenia jeźdźców. Jedynie najbogatszych obywateli stać było na utrzymanie konia na ziemiach Grecji, gdzie przeważają ubogie gleby górskie, nie sprzyjające uprawom paszy dla koni bojowych. Na pomniejszoną skuteczność działań greckich kawalerzystów wpływały również niewielkie rozmiary ówczesnych koni oraz brak strzemion ograniczający możliwości jeźdźca. Oddziały jazdy, najlepsze i najbardziej znane wówczas u Greków jedynie w Tesalii i Beocji, rozwinięto na wielką skalę dopiero od czasów władców macedońskich (zwłaszcza po zajęciu Tesalii), kiedy istotnie zmienił się proporcjonalny stosunek liczebności kawalerii względem piechoty.

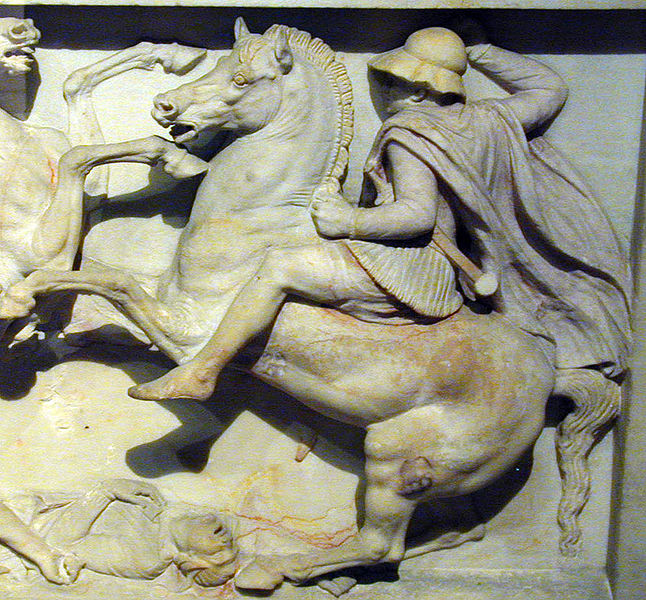
Przedstawienie hetajra na tzw. Sarkofagu Aleksandra

## Organizacja
Jednostki hetajrów powoływano spośród macedońskich notabli. Zorganizowane były w ile (uznawane za odpowiednik szwadronów) liczące około 200 żołnierzy; wyjątek stanowiła ile basilike, czyli oddział osobistej gwardii królewskiej, którego liczebność sięgała 300 jeźdźców. Na czele oddziału stał ilarcha (pierwszy z nich, królewski, dowodzony był przez samego Aleksandra), w rekrutacji obowiązywał podział terytorialny. Walczyły w formacji klina, wprowadzonej jeszcze przez Filipa II (w odróżnieniu od jazdy tesalskiej walczącej tradycyjnie w formacji rombu). 
Według szacunkowych obliczeń historyka, pod koniec rządów Filipa II i w zaraniu panowania Aleksandra Wielkiego Macedonia miała dysponować siłą 2800 hetajrów. Natomiast z przekazu Diodora wiadomo, że w armii Aleksandra przed wyprawą na Persję istniało 15 szwadronów hetajrów, liczących łącznie jedynie 1500 ludzi, z czego 7 jednostek pozostawiono w Macedonii. Uczestniczący w wyprawie dowodzeni byli przez Filotasa, syna Parmeniona. Po stratach poniesionych w Indiach i podczas odwrotu stamtąd Aleksander zmniejszył liczbę oddziałów („dywizji”) hetajrów o połowę (z 8 do 4), potem dodał piąty, z przeformowanej ili królewskiej, z włączeniem po raz pierwszy Persów.

## Uzbrojenie

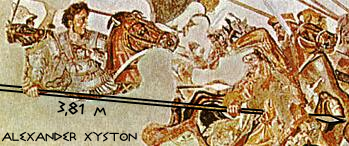
Wymierzenie długości xystonu na mozaice z przedstawieniem bitwy pod Issos

Wskutek braku odpowiednich wierzchowców oraz siodła i strzemion, tesalska i macedońska jazda Aleksandra Wielkiego niezdolna była do szarży długimi włóczniami (kopiami) stosowanymi później skutecznie w średniowieczu. Zaczepne uzbrojenie hetajra stanowiła włócznia, zwana xystonem, o długości co najmniej 3 metrów (12,5 stopy), co pozwalało mu zmierzyć się z włóczniami tradycyjnej falangi greckiej, które osiągały długość do 2,5 metra (znacznie krótsza jednak od używanych przez macedońską piechotę saris). 
Uzbrojeniem hetajrów był też krótki zakrzywiony miecz (kopis), użyteczny w walce wręcz w ścisku bitwy. Do osłony służył metalowy kirys z dodatkową osłoną ud (pteryges) oraz tarcza i hełm beocki o kształcie kapalinu (przeznaczony specjalnie dla jazdy, nie ograniczający pola widzenia), a także nagolenniki. W zakresie ochrony konia Ksenofont wprawdzie zalecał stosowanie metalowych napierśników i naczółków, dotąd jednak nie znaleziono podobnych elementów końskiej zbroi z tego okresu.

## Wykorzystanie

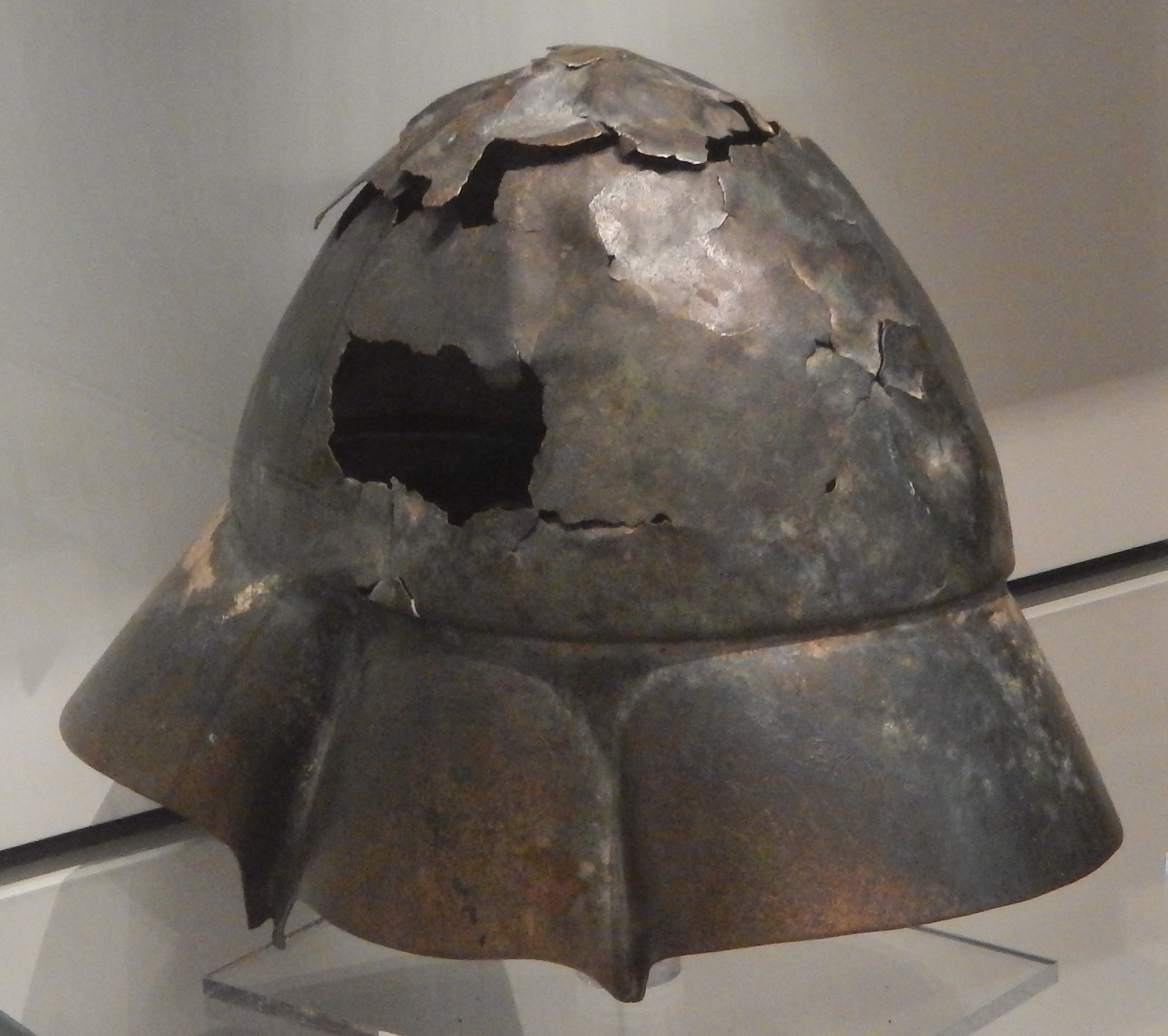
Hełm beocki używany przez ciężką kawalerię macedońską

Aleksander w swych wojskach miał do dyspozycji zarówno jazdę ciężką przeznaczoną do rozbicia skrzydła nieprzyjaciela, jak i lekką do ścigania uciekinierów z pola bitwy, co później stało się normą w armiach czasów hellenistycznych. Walczący najczęściej w szyku kolumny lub klina hetajrowie byli (w przeciwieństwie do ówczesnej jazdy greckiej) używani nie do przygodnych starć (potyczek), osłaniania skrzydeł i pościgu za nieprzyjacielem, lecz zawsze jako główna siła uderzeniowa. Jednostki te tworzyły swoistą pięść pancerną, którą zwykle uderzano z flanki na siły zaangażowane w bój z macedońską falangą.
Szarże hetajrów rozstrzygnęły na korzyść macedońskich królów m.in. bitwy pod Cheroneą (jazda macedońska dowodzona przez Aleksandra, syna Filipa II przeszła przez lukę pomiędzy oddziałami greckimi na ich tyły, co zapewniło zwycięstwo Macedończykom), Issos i Gaugamelą. Podczas bitwy nad rzeką Hydaspes manewry hetajrów miały decydujące znaczenie dla wyniku starcia.

## Nawiązania
Koczownicze ludy żyjące nad Morzem Kaspijskim (m.in. Alanowie zwani Asami, Parnowie-Partowie) oraz w dorzeczach rzek Syr-Darii i Amu-Darii (m.in. Sakowie) utworzyli na ich wzór formację tzw. katafraktów, których technikę walki dostosowano do rodzimej tradycji: uderzenie rozstrzygające w szyku zwartym na broń białą poprzedzano parokrotnym ostrzałem przez lekkozbrojnych konnych łuczników. Także ich broń – długa na ponad 3 metry, oburęczna włócznia, zwana kontosem, była skróconą postacią sarisy.